# (16035) Sasandford
(16035) Sasandford ist ein Asteroid des Hauptgürtels, der am 24. März 1999 durch das LONEOS-Projekt am Lowell-Observatorium entdeckt wurde.
Benannt wurde der Himmelskörper nach dem amerikanischen Astronomen und Meteoritenforscher Scott Alan Sandford (* 1957), der am Ames Research Center der NASA die Zusammenhänge zwischen der interstellaren Chemie und den in Meteoriten gefundenen Materialien untersucht.